# André Caleca
André Caleca (parfois orthographié Calecca), né le 10 décembre 1908 à Patti (Italie) et mort le 6 décembre 1997 à Vallauris (France), est un footballeur français.

## Carrière
Natif d'Italie, André Caleca grandit en France et joue de 1930 à 1936 à l'AS Cannes, son club formateur, comme ailier droit, un poste où il brille notamment par sa vitesse. Il manque la finale de la Coupe de France 1932 remportée par son club, mais participe aux trois premières éditions du championnat de France professionnel, disputant notamment la première finale en 1933 contre l'Olympique lillois. Titulaire, il inscrit un but mais ne peut empêcher la défaite de son équipe (3-4).  
Il retrouve après 1936 le statut amateur et joue au Stade de Vallauris. 
André Caleca, naturalisé français en 1928, se marie en 1934 avec Jeanne Abou, dont il divorce en 1939. Outre sa courte carrière de footballeur, il est potier de profession. C'est un savoir-faire fameux à Vallauris, dont son homonyme, et vraisemblable frère, François Caleca, né en 1921, devient un artiste réputé.
Pendant la Seconde Guerre mondiale, il est déclaré prisonnier de guerre en 1941.